# Буревестник (тип судов на подводных крыльях)
«Буревестник» — название советского пассажирского речного судна на подводных крыльях (СПК), газотурбохода разработки ЦКБ СПК Р. Алексеева, г. Горький.
«Буревестник» был флагманом среди речных СПК.
Имел силовую установку на основе двух газотурбинных двигателей (ГТД) АИ-20А конструкции А. Г. Ивченко, позаимствованных из гражданской авиации (с Ил-18). Построено 1 судно.
Пассажирский газотурбоход на подводных крыльях проекта 1708 типа «Буревестник», с ходовой рубкой, полуутопленной в надстройку, с пассажирскими салонами в носовой и средней части и машинным отделением в кормовой части. Судно предназначено для скоростной перевозки пассажиров на транзитных и местных линиях. В 1964 году на судостроительном заводе «Красное Сормово» было построено одно экспериментальное судно данного типа (автор проекта ЦКБ по судам на подводных крыльях), эксплуатировавшееся в Волжском пароходстве на Волге. Пассажировместимость судна — 150 человек, при дальности плавания 500 километров. Экипаж судна — 4 человека.   
С помощью реверсивно-рулевого устройства водомётных движителей судно могло разворачиваться на месте как на переднем, так и заднем ходу на 360 градусов за 3,5 минуты.   
Эксплуатировался с 1964 до конца 1970-х годов на Волге на маршруте Куйбышев — Ульяновск — Казань — Горький.   
Судно с 1967 по 1981 годы совершало рейсы из Горького (Нижний Новгород) в Казань (продолжительность рейса 5ч 30 мин, отправление-прибытие 7:00—12:30) и обратно (14:00—19:30).  После строительства Чебоксарской ГЭС судно было переведено на линию Горький-Ярославль. После вывода из эксплуатации судно было отправлено на базу ЦКБ по СПК на Горьковское водохранилище, где было разрезано в 1993 году.

## История проекта
Расположение городов на Волге и расстояние между ними требовали от  нового СПК повысить скорости движения, чтобы за световой день совершать круговой рейс между городами. К сожалению, проработав до конца 1970-х годов на линии Куйбышев—Ульяновск—Казань—Горький (самой длинной для СПК), уникальное скоростное судно было списано по износу, так и оставшись в единственном экземпляре.  И развития идеи речных скоростных газотурбоходов не последовало.

### Недостатки проекта[2]
Негде и некому было обслуживать авиационные газотурбинные двигатели, так как турбовальный агрегат для не самолётного применения не слишком удобен.

«Буревестник» был достаточно шумный, из-за чего затруднительно было долго находиться в моторном отсеке. Это накладывало дополнительные эксплуатационные ограничения и создавало неудобства для экипажа.

В сравнении с «Буревестником» дизельные «Метеоры» были помедленнее, но гораздо проще в эксплуатации и меньше раза в два, что упрощало заход и швартовку к маленьким пристаням и дебаркадерам на Волге.
Высокий износ судна, заключавшийся в том, что из-за высокой скорости движения возникала чрезмерная кавитация на крыльевых устройствах, ведущая, как правило, к образованию разрушений в виде всевозможных раковин на подводных крыльях судна. Антикавитационных доработок в проект конструкторы не внесли.

## Происшествия
В 1974 году случилась авария: ниже затона «Памяти Парижской коммуны» «Буревестник» столкнулся с толкачом. У газотурбохода было поломано 17 шпангоутов, каждый по метру, и, в общем, снесло практически весь правый борт вместе с кормовой площадкой, где стоит выхлопная труба. Восстановление оценили в 100 тысяч рублей, сумму по тем временам непомерную. Ремонтировать отказались.

Как вспоминает испытатель завода «Красное Сормово» капитан Владимир Щербаков:
— Я поехал на завод «Красное Сормово», — пожимает плечами скоростник, — и выпросил весь металл, который был рассчитан на строительство нового судна «Сокол». Своими силами мы смогли продлить машине жизнь.
Но проработал спасённый «Буревестник» на энтузиазме заинтересованных в нём людей недолго. Пассажиров было мало, горючее дорожало из года в год. В итоге на судно, как и на его предшественников, повесили ярлык: «Нерентабельно». Отбуксировали в Чкаловск, на испытательный полигон Алексеева, подняли на берег. О дальнейшей его судьбе Владимир Александрович ничего не знает.

## Технические характеристики
- Максимальная пассажировместимость: 150 человек
- Мощность двигательной установки: 2 × 3660 л. с. (2700 кВт)
- Тип двигателей: турбовальные газотурбинные АИ-20А
- Крейсерская эксплуатационная скорость: 95 км/ч
- Максимальная эксплуатационная скорость: 100 км/ч
- Максимальная расчётная скорость: 150 км/ч
- Водоизмещение полное: 70,8 т
- Осадка на плаву/на крыльях: 2,0 / 0,6 м
- Дальность плавания: 500 км